# Otzoloapan
Otzoloapan é um município do estado do México, no México. O nome vem do náuatle 'Oceloapan', que significa "rio dos linces". Ele está localizado na parte sudoeste do estado na fronteira com o estado de Michoacán.